# Iuri Valérievitx Nikíforov
Iuri Valérievitx Nikíforov (rus) o Iuri Valériovytx Nykýforov (ucraïnès) (rus: Ю́рий Вале́рьевич Ники́форов; ucraïnès: Ю́рій Вале́рійович Ники́форов) (nascut el 16 de setembre de 1970 a Odessa, RSS d'Ucraïna) és un futbolista rus-ucraïnès, ja retirat, que ocupava la posició de defensa central.

## Trajectòria
Nikíforov va iniciar la seua carrera a les files de l'SKA Odessa, el 1987, que per aquell temps jugava a la 4a Divisió de la Unió Soviètica. Eixe mateix any passa al Txornomorets Odessa, de la 2a Divisió, i només un any després, al Dynamo Kýiv, de la màxima divisió de l'URSS. Però, no va debutar en el primer equip de Kýiv, sinó que va formar part de l'equip de reserva.
El 1989 retorna al Txornomorets, que ja havia pujat a la 1a Divisió. En l'equip d'Odessa, Nikíforov va viure la caiguda de l'URSS. De fet, va jugar a la lliga soviètica fins al 1991, i de 1991 a 1993, sempre amb el Txornomorets, a la nova lliga ucraïnesa. El 1993 passa a l'Spartak de Moscou, on romandria fins al 1996, tot guanyant les lligues del 93, 94 i 96, i la Copa del 94.
La campanya 96/97 s'incorpora a l'Sporting de Gijón, de la lliga espanyola. A l'equip asturià militaria dues temporades, sent titular i amb un bon nivell de joc, el que va cridar l'atenció d'un dels grans d'Europa, el PSV Eindhoven. Al club neerlandès hi va romandre quatre anys, tot guanyant l'Eredivisie en dos ocasions (2000 i 2001). El 2002 fitxa pel RKC Waalwijk, un club menor d'Països Baixos i a l'any següent finalitzaria la seua carrera a l'Urawa Red Diamonds japonès, amb qui guanyaria la Copa de l'Emperador.

## Selecció
Nikíforov va jugar a nivell internacional amb tres seleccions diferents. El 1992 va debutar amb la selecció de la unió d'estats post-soviètics o Comunitat d'Estats Independents (CEI), conegut en anglès com a CIS, liderada per Rússia. El mateix any va jugar quatre partits més amb la selecció ucraïnesa i va debutar amb la selecció russa.
Amb Rússia ha estat on Nikíforov ha obtingut més rellevància a nivell internacional. Ha disputat 55 partits i ha marcat sis gols. Amb el combinat rus ha participat en els Mundials dels Estats Units 1994 i de Corea i Japó 2002. També ha participat en l'Eurocopa d'Anglaterra 1996.
En seleccions inferiors, tot jugant amb la Unió Soviètica, Nikíforov va guanyar el Mundial sub-16 de 1987 i l'Europeu sub-19 de 1988.